# Nigel Reo-Coker
Nigel Shola Andre Reo-Coker (Thornton Heath, 14 maggio 1984) è un ex calciatore inglese, di ruolo centrocampista.

## Biografia
Nato a Thornton Heath, sobborgo a sud di Londra, durante l'infanzia si è trasferito con la famiglia in Sierra Leone, dov'è rimasto per sei anni. È poi tornato a Londra con la madre Agnes-Lucinda, le sorelle Natalie e Vanessa ed il fratello Glenn.

## Caratteristiche tecniche
Considerato un centrocampista box-to-box, in virtù della sua leadership ha ricoperto in più circostanze il ruolo di capitano nelle squadre in cui ha militato.

## Carriera

### Club

#### Wimbledon
Reo-Coker è stato scoperto all'età di 13 anni dal club londinese del Wimbledon, dopo aver giocato nella squadra della città di Croydon. Giunto in prima squadra, ne è diventato presto il capitano. Nel marzo 2003 il tecnico del Portsmouth, Harry Redknapp, ha deciso di puntare su Reo-Coker per la stagione successiva, la prima in Premier League per i Pompeys. Problemi finanziari del Portsmouth però hanno costretto il giocatore a restare al Wimbledon, nonostante un precontratto già firmato. Con la maglia del Wimbledon Reo-Coker ha totalizzato, in tutte le competizioni, 64 presenze e 6 gol.

#### West Ham Utd
A gennaio 2004, Reo-Coker è stato ingaggiato dal West Ham, sempre in Championship. Ha esordito in squadra il 31 gennaio, schierato titolare nel successo interno per 2-1 sul Rotherham United. Il 9 marzo ha siglato la prima rete, con cui ha contribuito al successo per 5-0 sulla sua ex squadra del Wimbledon.
Al termine del campionato 2004-2005, il West Ham ha conquistato la promozione in Premier League. Il 13 agosto 2005 ha giocato la prima partita nella massima divisione inglese, trovando anche la rete nella vittoria per 3-1 sul Blackburn.

#### Aston Villa
Il 4 luglio 2007, l'Aston Villa ha reso noto sul proprio sito ufficiale d'aver trovato un accordo con il West Ham per il trasferimento di Reo-Coker. Il giocatore ha firmato un accordo quadriennale col nuovo club. Benché le cifre del trasferimento non siano state rese note, come d'abitudine nel calcio inglese, i media hanno stimato che l'Aston Villa avesse pagato circa 8.5 milioni di sterline per i servigi del centrocampista. Ha esordito in squadra l'11 agosto, schierato titolare nella sconfitta casalinga per 1-2 patita contro il Liverpool. Il 28 agosto ha trovato la prima rete, nella Football League Cup, contribuendo al successo per 0-5 in casa del Wrexham.
Ha trovato la prima rete in campionato il 15 settembre 2008, marcatura con cui ha contribuito alla vittoria per 1-2 in casa del Tottenham. Il 26 ottobre 2010 è stato nominato temporaneamente capitano della squadra, a causa dell'assenza per infortunio di Stilijan Petrov.
Il 27 maggio 2011, l'Aston Villa ha comunicato che Reo-Coker sarebbe stato un calciatore svincolato a partire dal successivo 1º luglio, quando il contratto con i Villans sarebbe giunto alla scadenza. La sua parentesi all'Aston Villa è stata caratterizzata da una prima stagione molto positiva, due campionati centrali in cui non è riuscito a ripetersi, per poi migliorare le sue prestazione nella quarta ed ultima annata.

#### Bolton
Il 27 luglio 2011 ha firmato un accordo biennale con il Bolton. Ha giocato la prima partita con questa casacca in data 13 agosto, schierato titolare nel successo esterno per 0-4 in casa del QPR. Il 15 ottobre ha trovato il primo gol, nella vittoria per 1-3 sul campo del Wigan. Ha totalizzato 37 presenze e 4 reti nel corso della Premier League 2011-2012, in cui il Bolton è stato condannato alla retrocessione in Championship. Reo-Coker si è svincolato dal club sfruttando una clausola presente sul suo contratto, che gli permetteva di farlo in caso di retrocessione.

#### Ipswich Town
Dopo qualche mese senza contratto, il 13 ottobre 2012 è stato ingaggiato ufficialmente dall'Ipswich Town, squadra della Football League Championship a cui si è legato con un accordo trimestrale. Ha debuttato in squadra il 20 ottobre, in occasione della sconfitta per 2-1 contro l'Hull City. Il 12 gennaio 2013, il manager Mick McCarthy ha reso noto che Reo-Coker non avrebbe rinnovato il contratto: il club gli offriva un nuovo accordo valido fino al termine della stagione, mentre il giocatore chiedeva un'intesa pluriennale.

#### Vancouver Whitecaps
Il 21 febbraio 2013, i canadesi dei Vancouver Whitecaps – militanti nella Major League Soccer – hanno reso noto d'aver ingaggiato Reo-Coker. Ha debuttato in campionato il 2 marzo successivo, subentrando a Kekuta Manneh nel successo casalingo per 1-0 contro Toronto. Il 9 ottobre 2010 ha trovato la prima rete, nella vittoria maturata sul campo dei Seattle Sounders col punteggio di 1-4. Per via delle sue prestazioni stagionali, Reo-Coker è stato nominato per il premio MLS Newcomer of the Year – il titolo di miglior calciatore esordiente della MLS.
Il 10 gennaio 2014, l'allenatore Carl Robinson ha reso noto che i Vancouver Whitecaps avrebbero esercitato l'opzione in loro possesso per trattenere Reo-Coker anche per il campionato 2014. Nel corso della stagione, il centrocampista inglese ha visto ridurre il suo spazio in squadra, con Robinson che gli ha preferito i giovani emergenti Gershon Koffie, Matías Laba e Russell Teibert.

#### Chivas USA
Il 21 agosto 2014, Vancouver Whitecaps e Chivas USA hanno annunciato ufficialmente lo scambio tra Reo-Coker e Mauro Rosales. L'inglese ha debuttato con la nuova maglia il 31 agosto successivo, schierato titolare nella sconfitta casalinga per 0-3 contro i Los Angeles Galaxy. Ha disputato 9 partite in squadra nel corso di questa porzione di stagione, senza segnare alcuna rete. La sua squadra ha chiuso la stagione al 7º posto nella Western Conference, non qualificandosi per i play-off.

#### Montréal Impact
Il 10 dicembre 2014, i canadesi del Montréal Impact hanno annunciato d'aver tesserato il calciatore in occasione del Waiver Draft. Ha esordito in squadra il 7 marzo 2015, schierato titolare nella sconfitta per 1-0 contro il D.C. United. Il 29 aprile è stato impiegato da titolare nella finale della CONCACAF Champions League, che la sua squadra ha perso per 2-4 contro l'América. In quella stagione, Reo-Coker ha contribuito alla qualificazione del Montréal Impact ai play-off, in cui la franchigia canadese è stata eliminata dal Columbus Crew. Il 22 gennaio 2016 è stato reso noto che il calciatore e la sua squadra avrebbero separato le loro strade, rescindendo consensualmente il contratto che li legava.

#### Il periodo da svincolato
Il 21 marzo 2017 ha iniziato ad allenarsi con il Lillestrøm, assieme al connazionale Luke Moore. Nessuno dei due è stato tesserato. Dal 12 aprile si è allenato – stavolta assieme a Kieran Richardson – col Granada, compagine della Primera División. Il 21 aprile, l'allenatore Tony Adams ha dichiarato che, nonostante la volontà del club fosse quella di tesserare i due calciatori, la situazione economica del Granada non permetteva di farlo almeno fino alla stagione successiva. Reo-Coker è rimasto così senza contratto.

#### Start
Il 25 aprile 2017, Reo-Coker è stato aggregato allo Start, compagine norvegese militante in 1. divisjon. Il 3 maggio ha ufficialmente firmato un contratto con il club, scegliendo la maglia numero 5. Il 26 giugno ha rescisso il contratto che lo legava al club.

#### Milton Keynes Dons
IL 22 marzo 2018, il Milton Keynes Dons ha reso noto l'ingaggio di Reo-Coker, che si è legato al club con un contratto valido fino al termine della stagione: il giocatore si era allenato col resto della squadra nelle tre settimane precedenti.

### Nazionale
È stato convocato per la prima volta in Under-21 inglese, nell'ottobre 2003, per una gara con i pari età della Turchia. Reo-Coker è stato il primo inglese a capitanare la propria nazionale nell'appena ricostruito stadio di Wembley: è accaduto il 24 marzo 2007, nell'amichevole con l'Italia finita 3-3.
Nel maggio 2006 Reo-Coker è stato incluso insieme a Young, Carson, Johnson e Defoe, nella lista delle riserve inglesi per il campionato del mondo 2006 (avrebbero dovuto subentrare in caso di infortunio per uno dei 23 titolari). Comunque, infortunatosi lui stesso alla schiena, è stato sostituito da Phil Neville.
Ha capitanato la Nazionale inglese agli Europei Under-21 2007. In quella competizione, l'Inghilterra è uscita in semifinale, perdendo 13-12 ai rigori contro l'Olanda. Reo-Coker è stato uno dei quattro inglesi a non segnare nella lunga serie di penalty. La gara contro gli oranje è stata la sua ultima in Under-21: ha dovuto lasciare causa superamento dei limiti di età.
Reo-Coker, essendo originario della Sierra Leone, ha affermato che di poter prendere in considerazione la possibilità di giocare con la maglia di quella Nazionale.

## Statistiche

### Presenze e reti nei club
Statistiche aggiornate al 22 marzo 2018.
| Stagione              | Club                  | Campionato            | Campionato | Campionato | Coppe nazionali | Coppe nazionali | Coppe nazionali | Coppe continentali | Coppe continentali | Coppe continentali | Supercoppe | Supercoppe | Supercoppe | Totale | Totale |
| Stagione              | Club                  | Comp                  | Pres       | Reti       | Comp            | Pres            | Reti            | Comp               | Pres               | Reti               | Comp       | Pres       | Reti       | Pres   | Reti   |
| --------------------- | --------------------- | --------------------- | ---------- | ---------- | --------------- | --------------- | --------------- | ------------------ | ------------------ | ------------------ | ---------- | ---------- | ---------- | ------ | ------ |
| 2001-2002             | Wimbledon FC          | 1D                    | 1          | 0          | FACup+CdL       | ?               | ?               | -                  | -                  | -                  | -          | -          | -          | 1+     | 0+     |
| 2002-2003             | Wimbledon FC          | 1D                    | 32         | 2          | FACup+CdL       | ?               | ?               | -                  | -                  | -                  | -          | -          | -          | 32+    | 2+     |
| 2003-gen. 2004        | Wimbledon FC          | 1D                    | 25         | 4          | FACup+CdL       | ?               | ?               | -                  | -                  | -                  | -          | -          | -          | 25+    | 4+     |
| Totale Wimbledon FC   | Totale Wimbledon FC   | Totale Wimbledon FC   | 58         | 6          |                 | ?               | ?               |                    | -                  | -                  |            | -          | -          | 58+    | 6+     |
| gen.-giu. 2004        | West Ham Utd          | 1D                    | 15         | 2          | FACup+CdL       | ?               | ?               | -                  | -                  | -                  | -          | -          | -          | 15+    | 2+     |
| 2004-2005             | West Ham Utd          | FLC                   | 39+3       | 3+0        | FACup+CdL       | ?               | ?               | -                  | -                  | -                  | -          | -          | -          | 42+    | 3+     |
| 2005-2006             | West Ham Utd          | PL                    | 31         | 5          | FACup+CdL       | ?               | ?               | -                  | -                  | -                  | -          | -          | -          | 31+    | 5+     |
| 2006-2007             | West Ham Utd          | PL                    | 35         | 1          | FACup+CdL       | 1+1             | 0               | CU                 | 2                  | 0                  | -          | -          | -          | 39     | 1      |
| Totale West Ham Utd   | Totale West Ham Utd   | Totale West Ham Utd   | 120+3      | 11+0       |                 | 1+1+            | 0+              |                    | 2                  | 0                  |            | -          | -          | 127+   | 11+    |
| 2007-2008             | Aston Villa           | PL                    | 36         | 0          | FACup+CdL       | 1+2             | 0+1             | -                  | -                  | -                  | -          | -          | -          | 39     | 1      |
| 2008-2009             | Aston Villa           | PL                    | 26         | 1          | FACup+CdL       | 2+0             | 0               | Int+CU             | 2+6                | 0+1                | -          | -          | -          | 36     | 2      |
| 2009-2010             | Aston Villa           | PL                    | 10         | 0          | FACup+CdL       | 1+1             | 0               | UEL                | 1                  | 0                  | -          | -          | -          | 13     | 0      |
| 2010-2011             | Aston Villa           | PL                    | 30         | 0          | FACup+CdL       | 2+2             | 0               | UEL                | 2                  | 0                  | -          | -          | -          | 36     | 0      |
| Totale Aston Villa    | Totale Aston Villa    | Totale Aston Villa    | 102        | 1          |                 | 6+5             | 0+1             |                    | 11                 | 1                  |            | -          | -          | 124    | 3      |
| 2011-2012             | Bolton                | PL                    | 37         | 4          | FACup+CdL       | 5+0             | 0               | -                  | -                  | -                  | -          | -          | -          | 42     | 4      |
| ott. 2012-gen. 2013   | Ipswich Town          | FLC                   | 10         | 0          | FACup+CdL       | 1+0             | 0               | -                  | -                  | -                  | -          | -          | -          | 11     | 0      |
| 2013                  | Van. Whitecaps        | MLS                   | 32         | 1          | CC              | 3               | 0               | -                  | -                  | -                  | -          | -          | -          | 35     | 1      |
| gen.-ago. 2014        | Van. Whitecaps        | MLS                   | 12         | 0          | CC              | 2               | 0               | -                  | -                  | -                  | -          | -          | -          | 14     | 0      |
| Totale Van. Whitecaps | Totale Van. Whitecaps | Totale Van. Whitecaps | 44         | 1          |                 | 5               | 0               |                    | -                  | -                  |            | -          | -          | 49     | 1      |
| ago.-dic. 2014        | Chivas USA            | MLS                   | 9          | 0          | USOC            | -               | -               | -                  | -                  | -                  | -          | -          | -          | 9      | 0      |
| 2015                  | Montréal Impact       | MLS                   | 28+3       | 0          | CC              | 3               | 0               | CCL                | 6                  | 0                  | -          | -          | -          | 40     | 0      |
| mag.-giu. 2017        | Start                 | 1D                    | 2          | 0          | CN              | 1               | 0               | -                  | -                  | -                  | -          | -          | -          | 3      | 0      |
| mar.-giu. 2018        | MK Dons               | FL1                   | 0          | 0          | FACup+CdL       | -               | -               | -                  | -                  | -                  | -          | -          | -          | 0      | 0      |
| Totale                | Totale                | Totale                | ?          | ?          |                 | ?               | ?               |                    | ?                  | ?                  |            | -          | -          | ?      | ?      |